# Brujería
«Brujería» (укр. «Чаклунство») — другий сингл колумбійської співачки Шакіри з альбому «Peligro», що вийшов 17 квітня 1993 року на лейблах Sony Music і Columbia.